# ارلاند
ارلاند (به فرانسوی: Arlempdes) یک کمون در دپارتمان اوت-لوآر در جنوب مرکزی فرانسه است.